# Партизанское сельское поселение (Крым)
Партизанское се́льское поселе́ние (укр. Партизанське сільське поселення, крымскотат. Шейх Эли кой юрту, Şeyh Eli köy yurtu) — муниципальное образование в Кировском районе Республики Крым России, в степном Крыму, в долине реки Кохур Джила.
Административный центр — село Партизаны.

## История
В 1978 году был создан Партизанский сельский совет.
Сельское поселение образовано в соответствии с законом Республики Крым от 5 июня 2014 года.

## Население
| 2001  | 2014  | 2015  | 2016  | 2017  | 2018  | 2019  |
| ----- | ----- | ----- | ----- | ----- | ----- | ----- |
| 1821  | ↘1543 | ↗1546 | ↗1550 | ↗1561 | ↘1547 | ↘1543 |
| 2020  | 2021  |       |       |       |       |       |
| ↗1561 | ↘1408 |       |       |       |       |       |

## Состав сельского поселения
| № | Населённый пункт | Тип населённого пункта       | Население |
| - | ---------------- | ---------------------------- | --------- |
| 1 | Партизаны        | село, административный центр | ↘1487     |
| 2 | Спасовка         | село                         | ↘56       |